# Kooperationssee
Koordinaten: 65° 0′ S, 72° 0′ O
Die Kooperationssee (russisch Море Содружества More Sodruschestwa) ist ein Abschnitt des Südlichen Ozeans vor der Küste von Ostantarktika. Sie erstreckt sich mit einer westlichen Grenze bei 59° 34′ E entlang des Enderbylands, des West-Schelfeises und des Mac-Robertson-Lands bis zum Prinzessin-Elisabeth-Land bei 85° 0′ E. Mit einer Gesamtfläche von 258.000 km2 wird sie im Westen durch die Kosmonautensee und östlich durch die Davissee begrenzt.
Benannt wurde die Kooperationssee 1962 von Teilnehmern einer sowjetischen Antarktisexpedition in Anerkennung der internationalen Zusammenarbeit bei der Erforschung der Antarktis. Die Benennung ist im Composite Gazetteer of Antarctica nicht verzeichnet und vom Scientific Committee on Antarctic Research bisher nicht anerkannt.